# Intensieve zorg

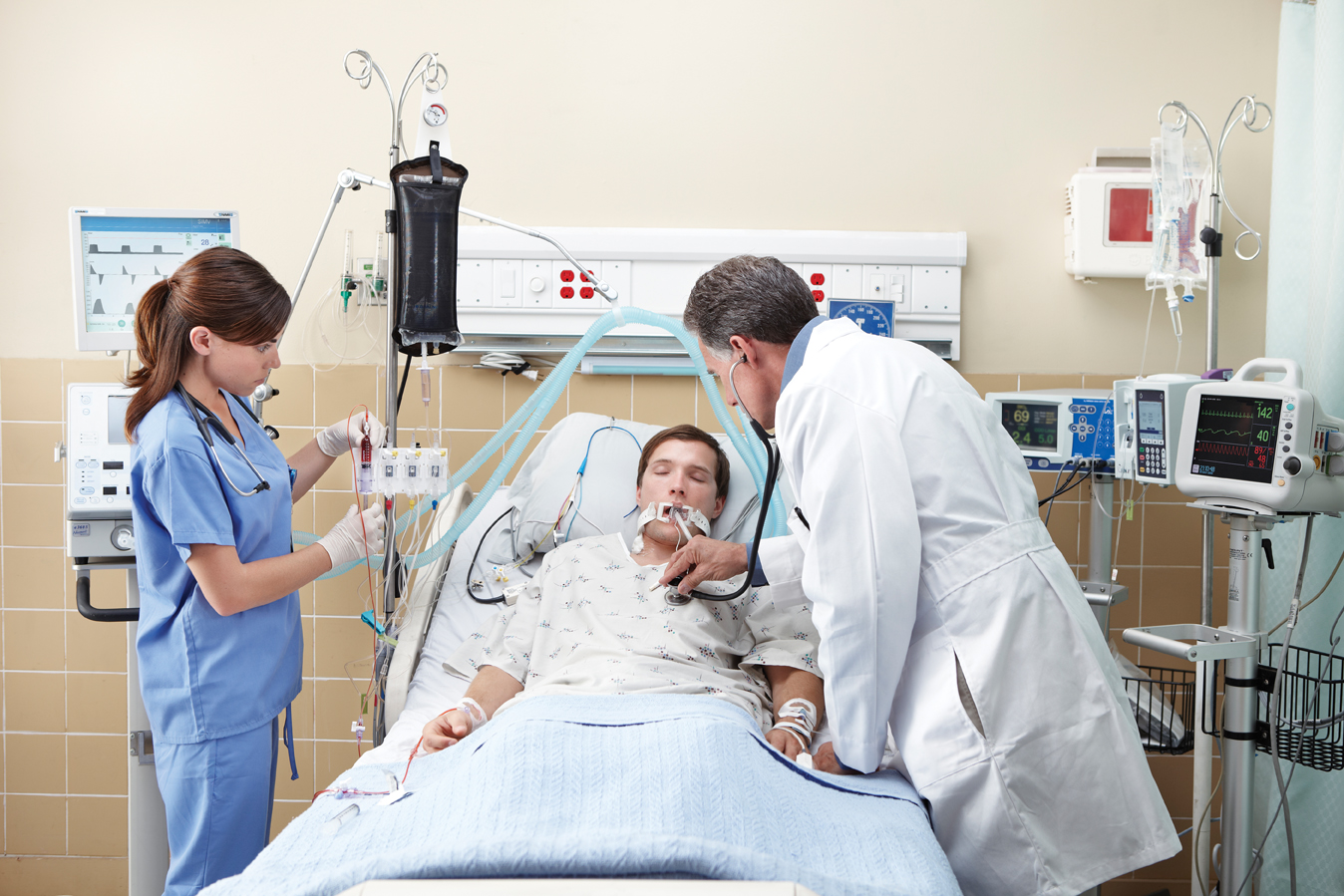
Intensieve zorgverlening

Intensieve zorg of intensive care (afgekort tot iz of ic) is een onderdeel van de geneeskunde dat is gespecialiseerd in de behandeling van patiënten met levensbedreigende aandoeningen. Intensieve zorg wordt verleend door hiervoor opgeleide intensivisten en intensievezorgverpleegkundigen op een intensievezorgafdeling.

## Specialisaties
Er wordt een onderscheid gemaakt tussen twee niveaus intensieve zorg: intensieve zorg 1 (Intensive Care) en intensieve zorg 2 (Medium Care).
Medium Care wordt onder meer gegeven aan patiënten na een grote operatie en als vervolgvoorziening van Intensive Care. Bij Medium Care worden vitale functies niet overgenomen, maar patiënten worden hierbij intensief bewaakt en ligt de nadruk op revitalisatie en revalidatie. Patiënten in de Medium Care zijn vaak bij bewustzijn en wilsbekwaam.
Gespecialiseerde intensieve zorg vindt verder plaats op de hartbewakingsafdeling en voor pasgeborenen op het neonatale intensive care unit.

## Patiënten
Bij kritiek zieke of gewonde patiënten zijn de lichaamsfuncties die nodig zijn om in leven te blijven bedreigd (vitale functies). In het algemeen zijn dat functies als de werking van het hart en de bloedsomloop en de longen maar soms ook die van nieren, lever en andere organen.
Voorbeelden van patiëntencategorieën voor de intensieve zorg zijn patiënten na grote operaties (onder andere hartoperaties of grote buikoperaties), patiënten na ernstige ongevallen, patiënten met een ernstige longontsteking of sepsis ('bloedvergiftiging'), patiënten met een tijdelijke ernstige vermindering van de functie van het hart en patiënten die getroffen zijn door een ernstige neurologische ziekte (bijvoorbeeld coma na een reanimatie of een verlamming).

### Behandelverbod
De patiënten die terminal ziekte waaronder kanker hebben of hoge leeftijd met ouderdomsziekten hebben, kunnen hun wens aangeven dat ze niet onder intensive care willen behandelen. Ook kunnen de artsen beslissen of zieke zwakke patiënten niet naar IC gaan aangezien behandelingen niet zinvol zijn.

## Behandeling

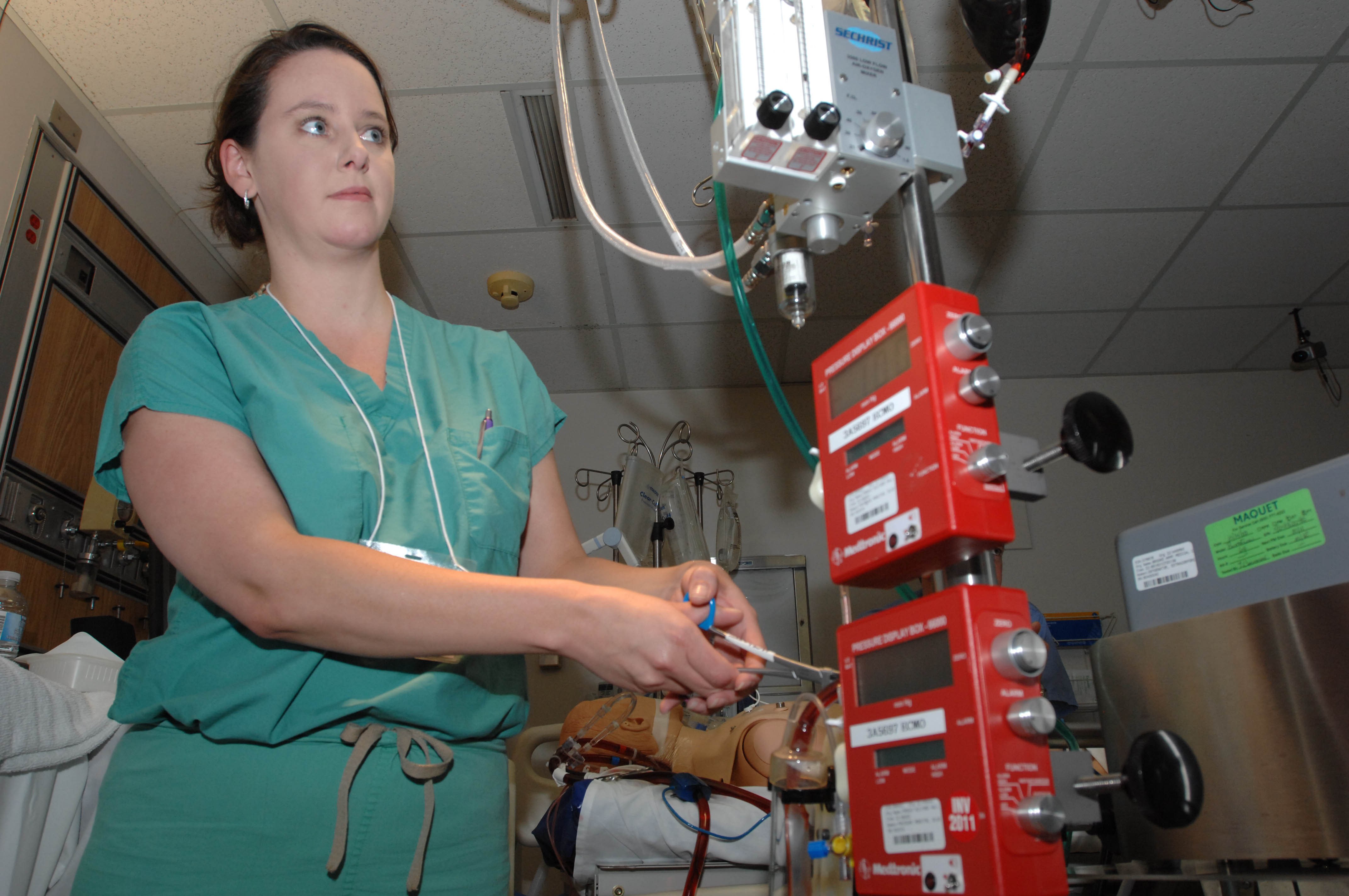
Arts demonstreert een hart-longmachine die de functie van het hart en/of de longen geheel of gedeeltelijk kan overnemen.

Patiënten met acute aandoeningen krijgen de eerste zorgen toegediend op de spoedeisende hulpafdeling. Alle kledingen inclusief ondergoed van patienten worden verwijderd. Meestal dragen ze een operatiehemd.  Ze worden daarna op de intensievezorgafdeling opgenomen. Bij veel patiënten wordt het bewustzijn verlaagd door middel van sedatie om pijn weg te nemen en het lichaam rust te geven of in geval bij beademing de persoon via anesthesie slapend te behandelen. Het kan leiden tot een verlaagde bloeddruk dat door extra vocht en/of medicijnen via een infuus wordt gecompenseerd.
Met behulp van behandelapparatuur worden een of meerdere functies van organen en orgaansystemen ondersteund of vervangen. De functie van de longen kan worden ondersteund met behulp van een beademingsapparaat.
De functie van het hart en de bloedcirculatie kan worden verbeterd met specifieke geneesmiddelen (vasoactieve medicatie) en apparatuur zoals de intra-aortale ballonpomp (IABP). Ventriculaire hulpapparaten (VAD) waaronder het linker ventriculair hulpmiddel, het rechter ventriculair hulpmiddel of zelfs een kunsthart is ook mogelijk maar komt niet heel vaak voor.
Bij falen van de nieren wordt dialyse (nierfunctievervangende therapie in verschillende vormen) toegepast. Ook hiervoor is speciale apparatuur noodzakelijk.

## Patiëntbewaking
Op de intensievezorgafdeling worden patiënten intensief bewaakt. Hiervoor is speciale apparatuur ofwel monitoring beschikbaar. Standaard worden het hartritme en het zuurstofgehalte (de zuurstofsaturatie oftewel -verzadiging) bewaakt. Daarnaast wordt de bloeddruk bewaakt met een bloeddrukband (manchet) om de arm of het been, of met een slangetje dat de bloeddruk in de slagader kan meten. Dit laatste heet een arterielijn en wordt meestal in de pols maar ook wel in de lies of in de elleboog ingebracht.
Daarnaast wordt regelmatig de druk in een grote vene gemeten (centraal-veneuze druk). Dit gaat met behulp van een centrale lijn (een holle katheter) in een groot bloedvat in de hals, onder het sleutelbeen of in de lies, waardoorheen een slangetje wordt ingebracht. Soms wordt ook de druk in een longslagader (arteria pulmonalis) met een pulmonaliskatheter ofwel de katheter van Swan Ganz die via een centrale lijn tot in de longslagader wordt ingevoerd.
Verder wordt onder andere de lichaamstemperatuur en de urineproductie standaard gemeten. Ook de beademingsapparatuur bevat uitgebreide meetmogelijkheden (drukken, volumes en gasconcentraties zoals zuurstof en koolzuur).

## Varia
- De artsen en verpleegkundigen van de intensieve zorg werden in december 2020 door de redactie van Elsevier Weekblad uitgeroepen tot Nederlander van het Jaar 2020. Door "in de frontlinie te staan van de strijd tegen COVID-19".